# Robert Henze

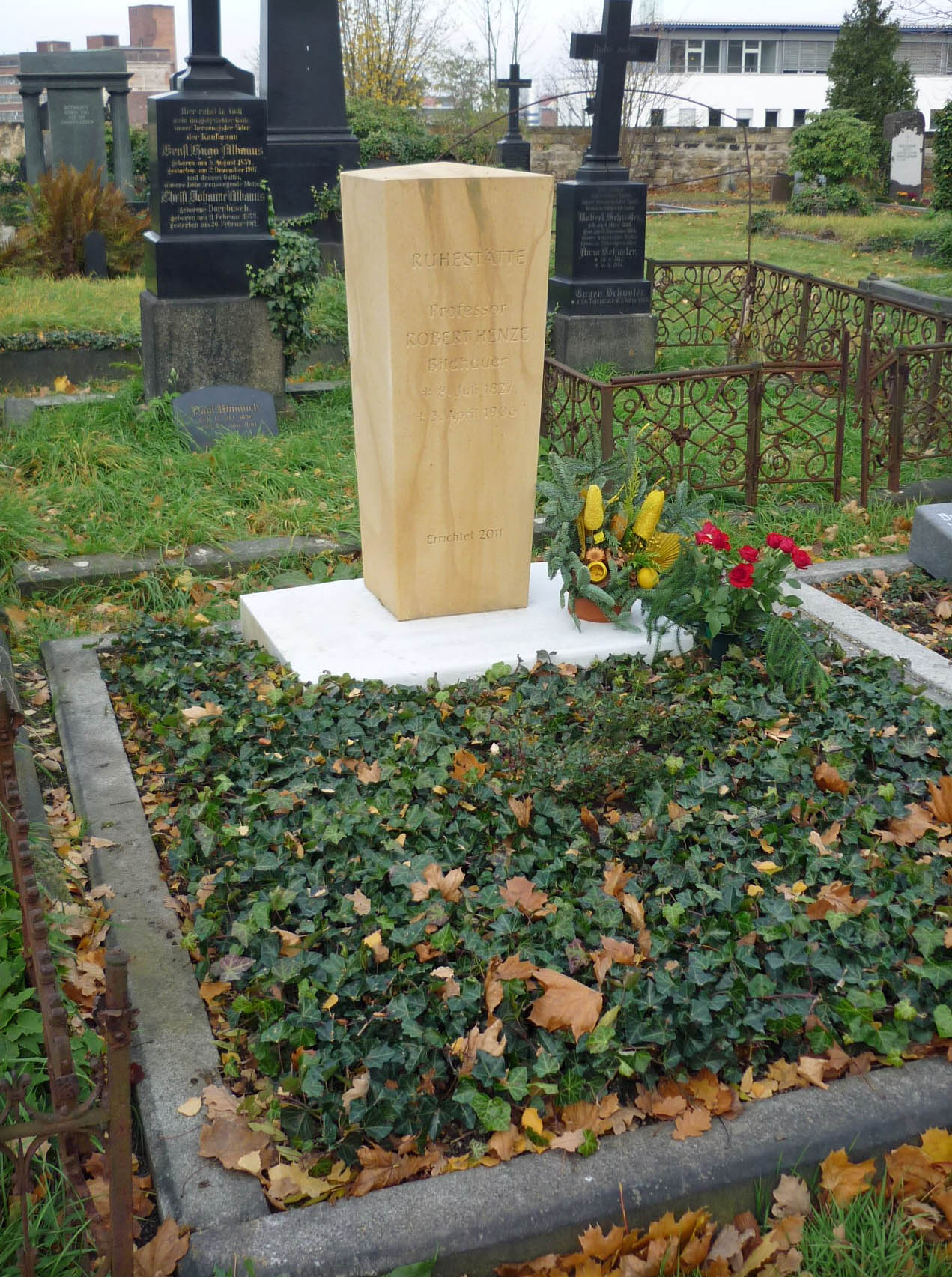
La tomba di Henze con una nuova lapide nel vecchio cimitero Annenfriedhof

Robert Eduard Henze (Dresda, 8 luglio 1827 – Dresda, 3 aprile 1906) è stato uno scultore tedesco.

## Biografia
Iniziò ad imparare il mestiere del fabbro, ma mostrò un grande talento per il disegno e, nel 1856, decise di frequentare l'Accademia di belle arti nella sua città natale. Divenne allievo di Ernst Rietschel, che lo portò nel suo studio nel 1858. Dopo la morte del suo maestro, studiò con Johannes Schilling ed Ernst Hähnel. Nel 1866 e nel 1867 fece un viaggio di studio in Italia e, nel 1881, fu nominato membro onorario dell'Accademia di belle arti di Dresda. 
Visse al piano terra della casa in Chemnitzer Strasse 59, nella periferia sud, e il suo studio si trovava sulla strada parallela orientale nella Haus Hohe Strasse 54 a Dresda-Plauen. 
Henze morì a Dresda nel 1906 e fu sepolto nel vecchio cimitero di Annen. La sua tomba era considerata particolarmente degna di conservazione, ma alla fine cadde in rovina e la decorazione creata dallo stesso Henze - una psiche fluttuante - non è sopravvissuta. Nel 2011 la tomba è stata ricostruita.

## Opere

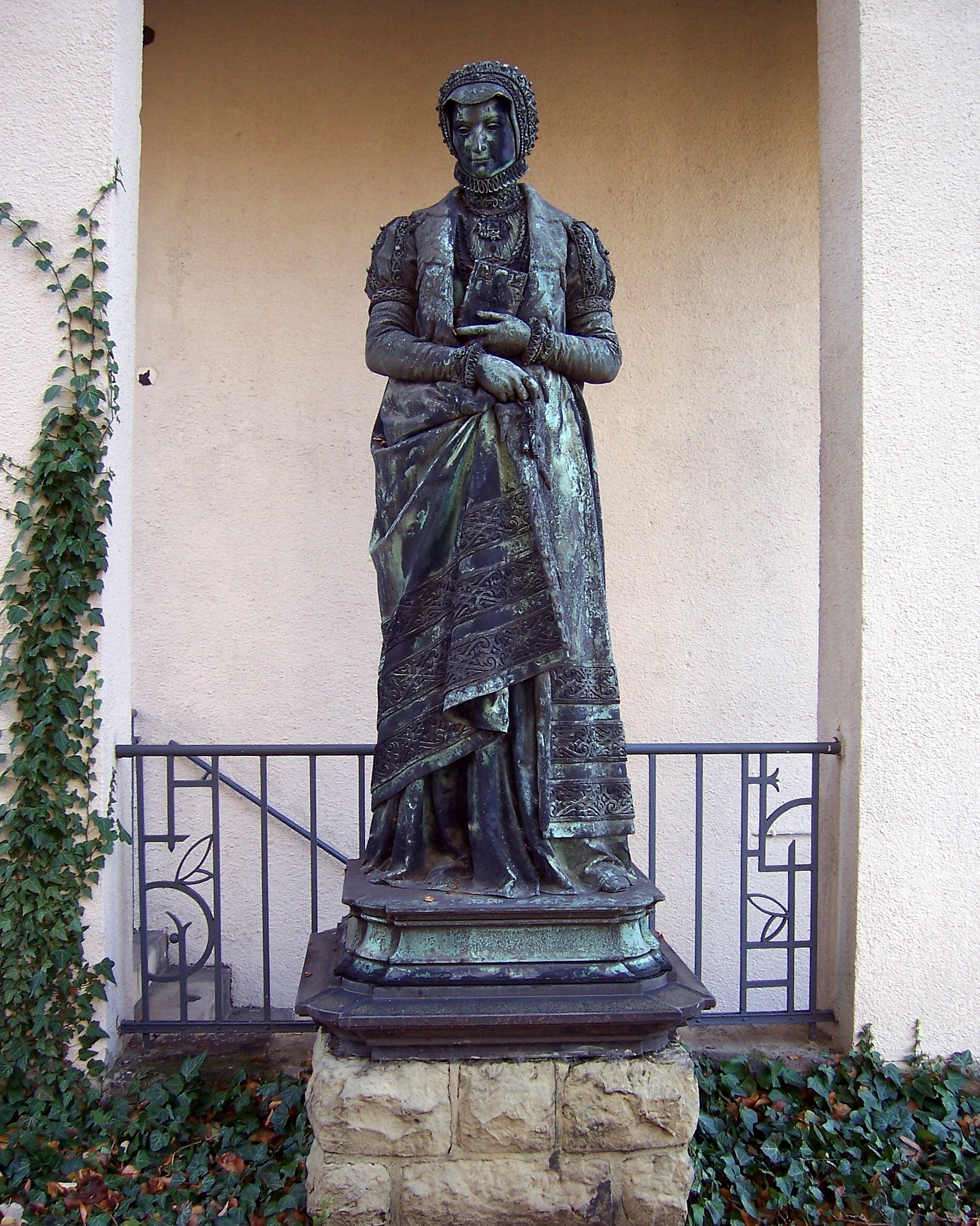
Antica tomba di Robert Henze.

Nel 1863  Robert Henze realizzò la statua della fontana di Enrico I di Wettin per la città di Meißen, ricevendo un riconoscimento generale. 
A questo seguì la statua di Anna di Danimarca, che ora è stata rimessa in piedi davanti alla restaurata Annenkirche, a Dresda in Freiberger Platz, una allegoria della Germania per la celebrazione della vittoria a Dresda nel 1871, una statua a fontana per Crimmitschau, che personifica la città commerciale, disegni per le statue dei principi della dinastia Wettin per il Castello di Albrechtsburg a Meißen e la statua del principe Wolfgang von Anhalt per Bernburg. 
L'opera principale di Henze era il monumento della vittoria in marmo, che fu inaugurato nel settembre 1880 sull'Altmarkt di Dresda. Il monumento rappresentava una colossale Germania che, con la testa incoronata, reggeva lo stendardo nella mano destra sollevata, e con la sinistra appoggiata allo scudo, mentre le quattro figure allegoriche che circondavano il piedistallo rappresentavano la pace, il potere militare, la scienza e la religione. Il memoriale della Germania fu distrutto nel giugno del 1949 - anche prima della fondazione della DDR - per motivi politici. La testa della Germania si trova nel Museo della città di Dresda. 
Nel 1885 realizzò una figura in bronzo dell'imprenditrice Barbara Uthmann per la città di Annaberg, nel 1893 un busto in bronzo di Adam Ries per il suo memoriale nella stessa città, demolito nel 1943. Una copia in arenaria è stata realizzata nel 1953, in seguito rimessa in deposito ed esposta al vandalismo dopo essere stata ricostruita. Oggi si trova di fronte al Museo Adam Ries.  
Henze creò le figure dei profeti Geremia, Isaia, Daniele ed Ezechiele, in pietra calcarea francese, per la chiesa di San Marco a Dresda, costruita tra il 1886 e il 1888. 
Le opere più conosciute di Henze sono la progettazione di tre monumentali in rame per l'Accademia di belle arti di Dresda sulla Brühlsche Terrasse: Fantaso ed Eros, nonché un'allegoria della Fama, alta 4,8 metri, posta sulla cupola di vetro dell'edificio. L'esecutore del lavoro, Hermann Howaldt, morì a seguito di una tragica caduta dalle impalcature nel 1891 mentre lavorava sulla statua. L'ulteriore completamento, fino al 1893, fu eseguito dallo scultore di Dresda, Paul Rinckleben.   

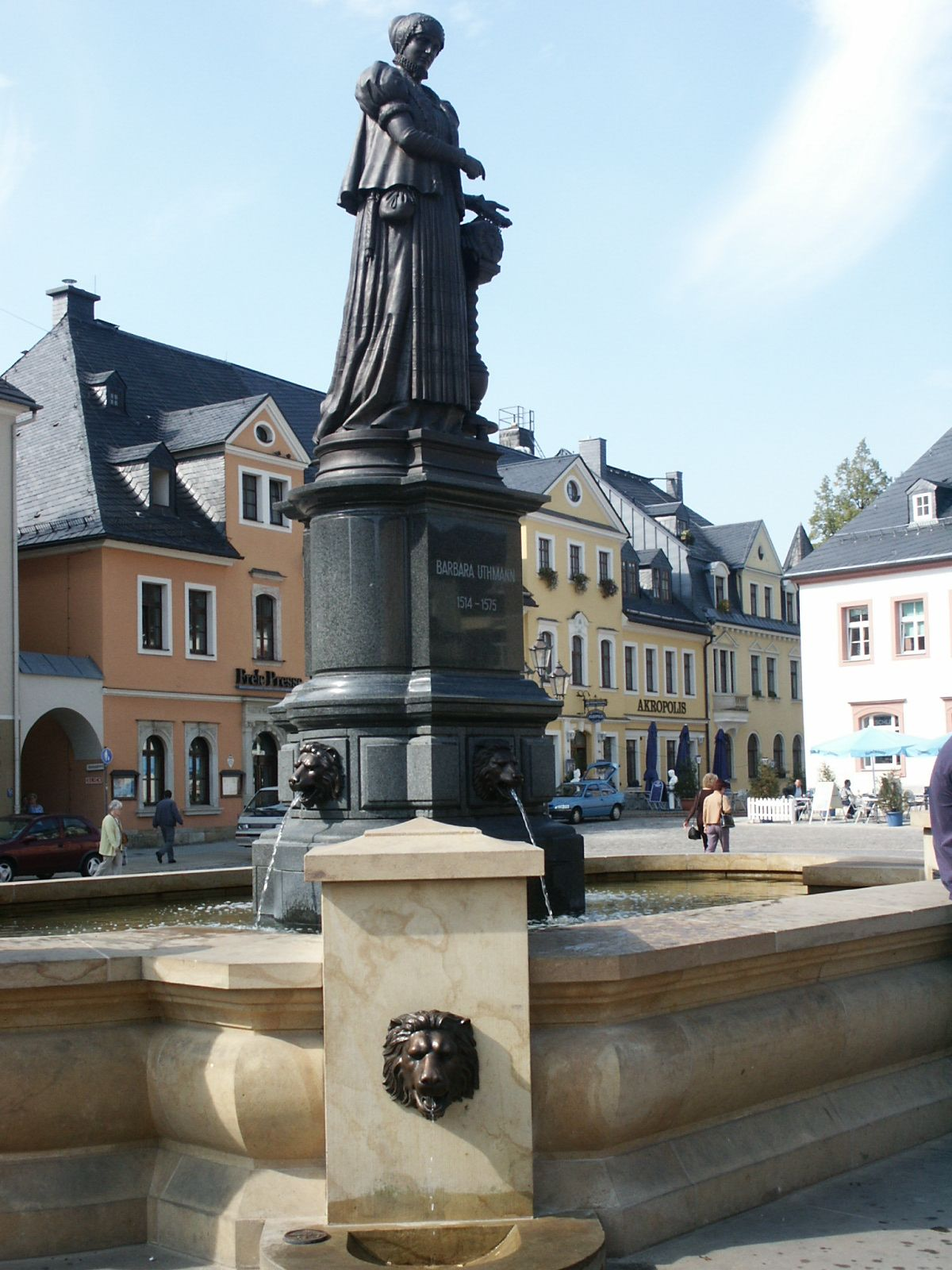
Fontana Uthmann ad Annaberg (ricostruzione)
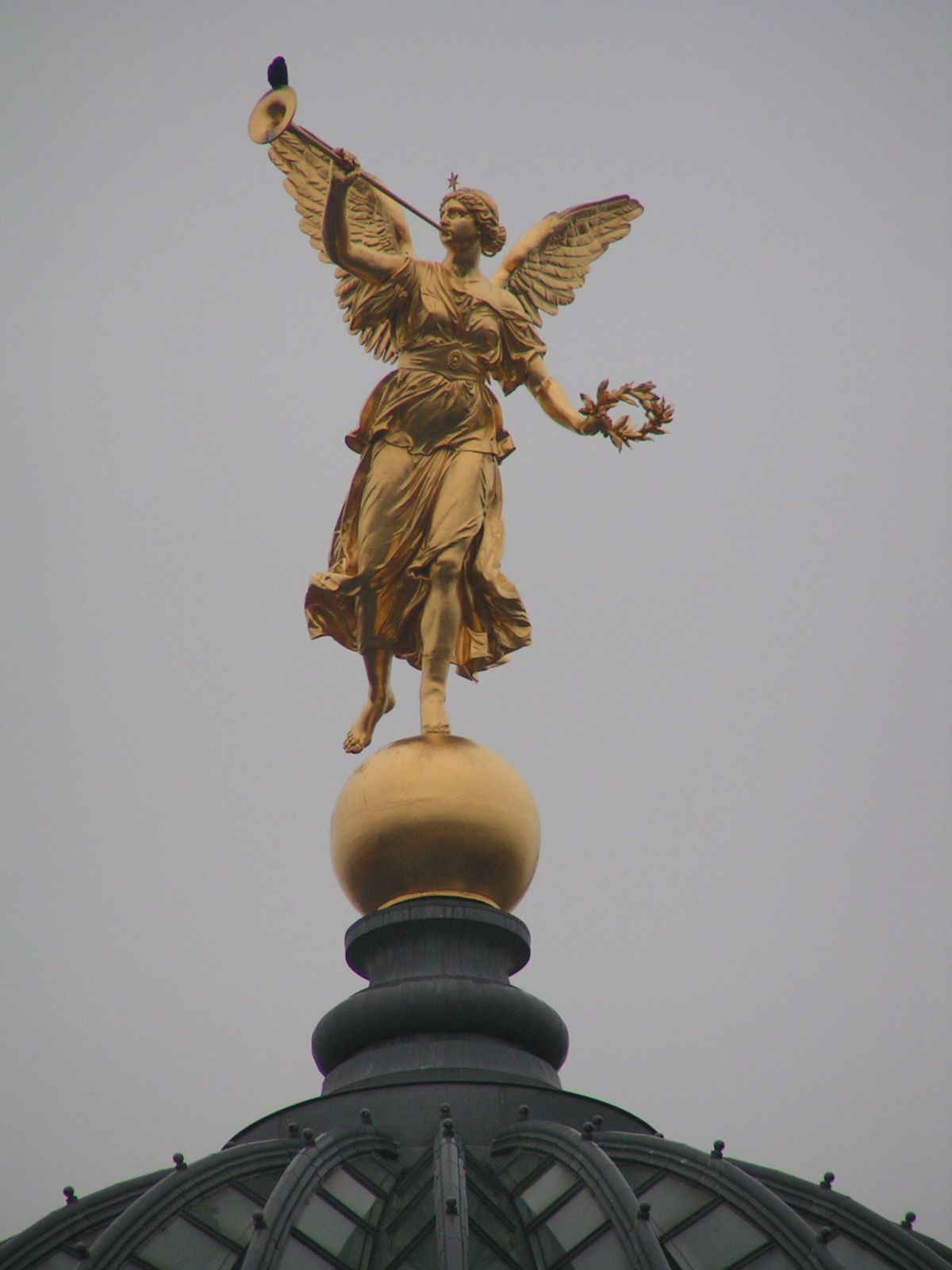
Fama, Accademia di belle arti di Dresda
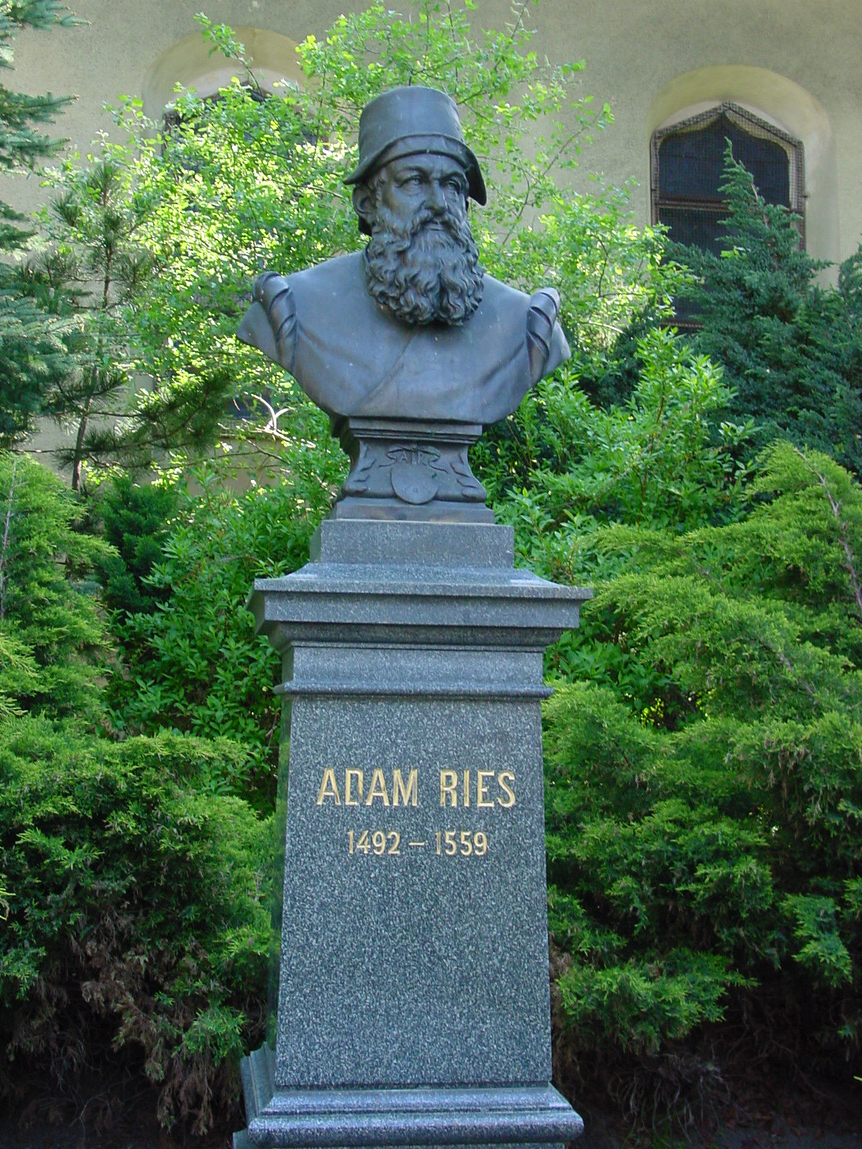
Monumento di Adam Ries alla St. Trinitatiskirche di Annaberg-Buchholz (ricostruzione; realizzata nel 2010)
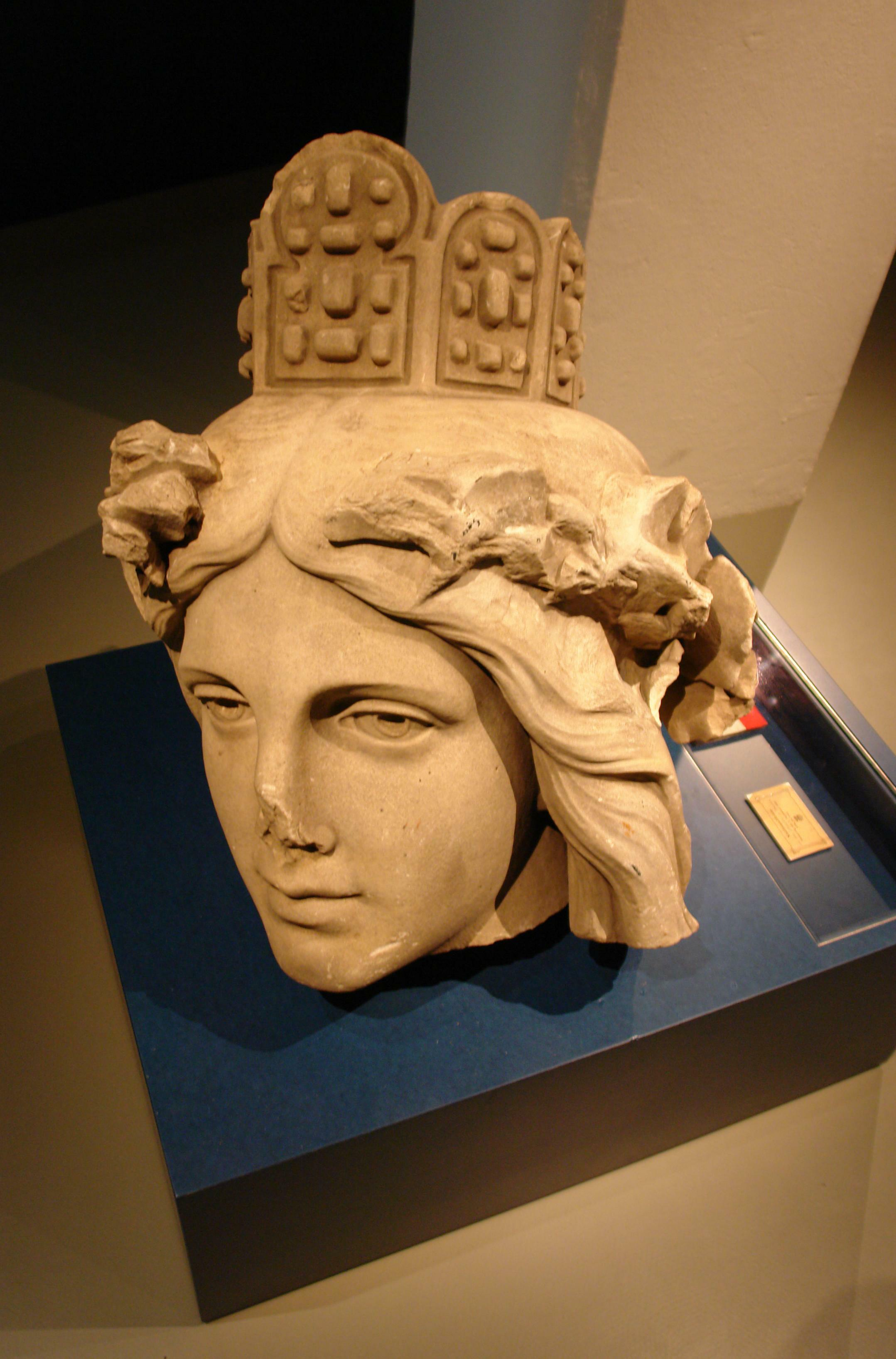
Testa dell'ex monumento della Germania a Dresda
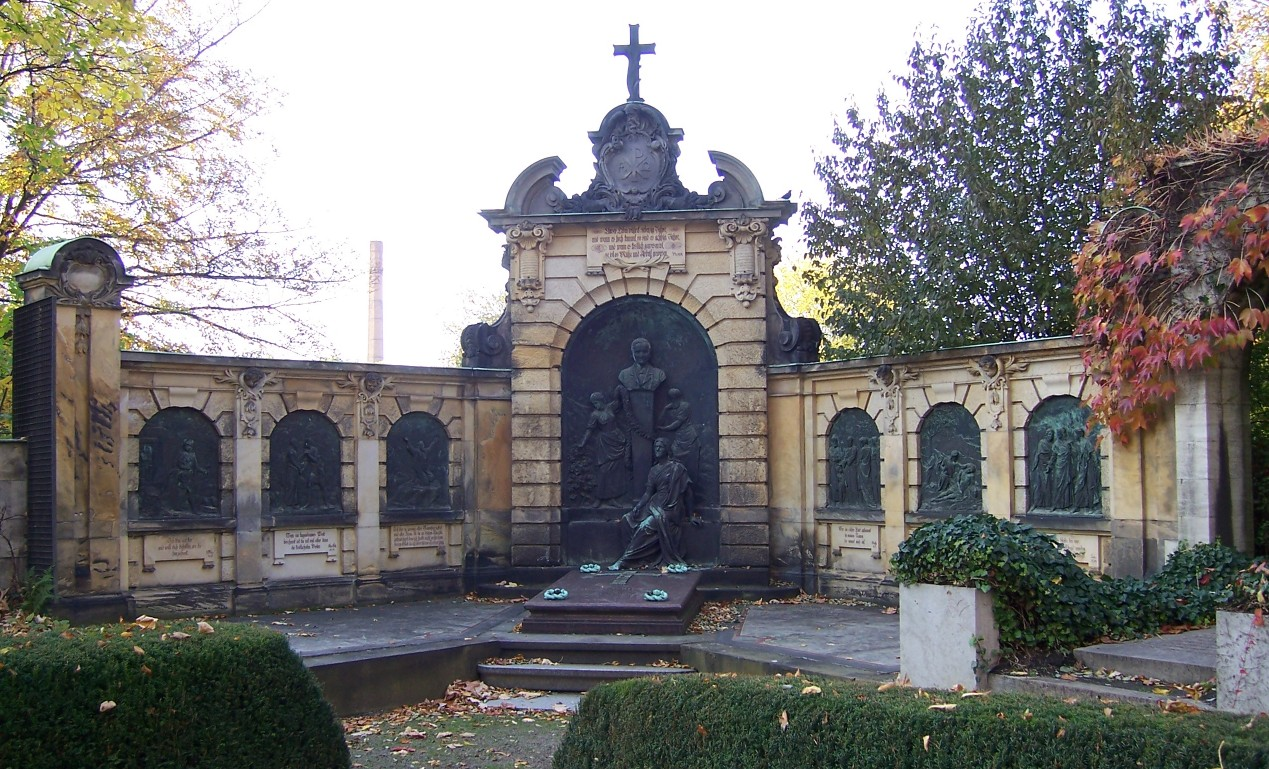
Rilievo di Henze sulla tomba dell'industriale Gottlieb Traugott Bienert a Dresda
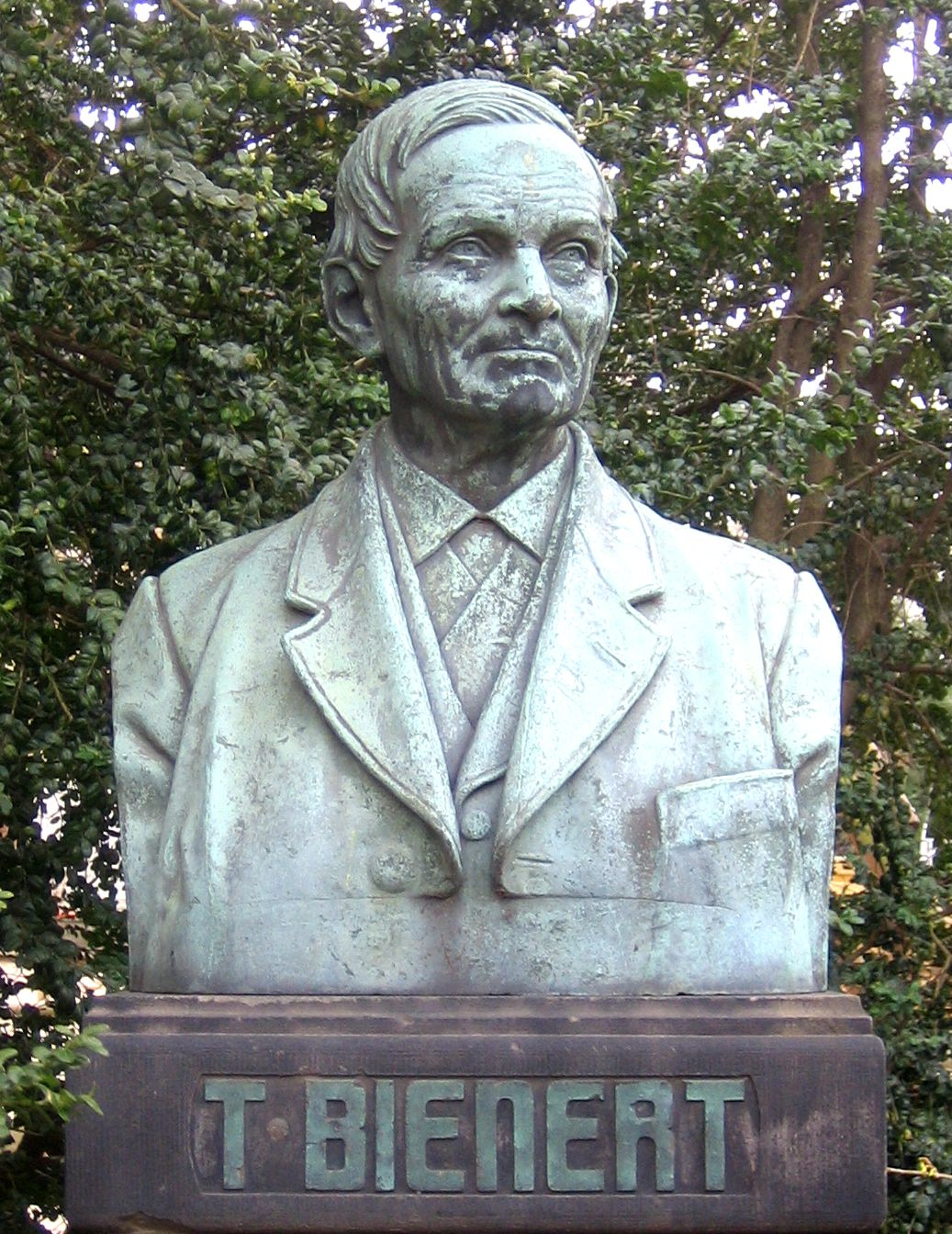
Monumento di Bienert a Dresda
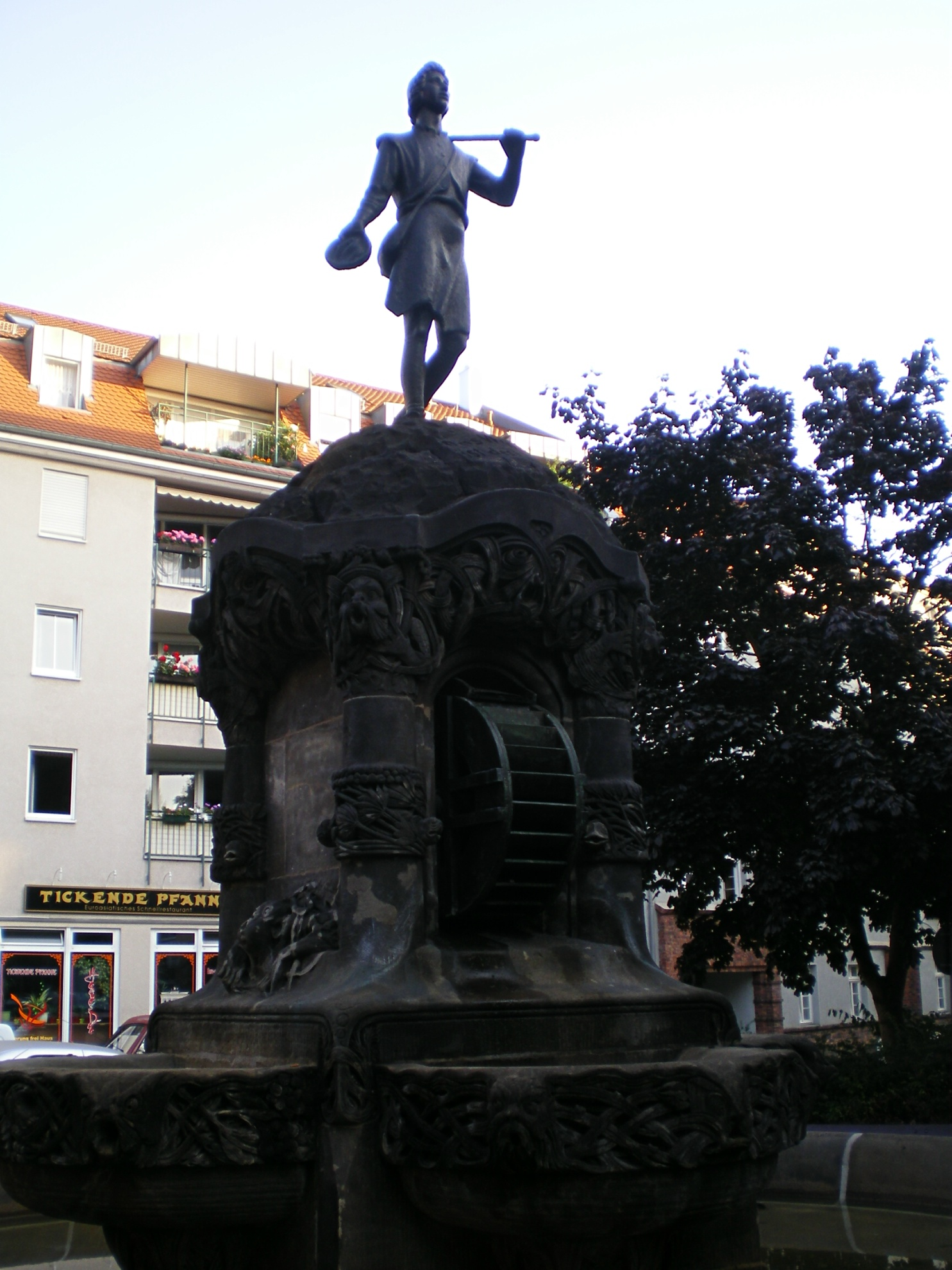
Fontana Müller con Müllerbursche a Dresda-Plauen (copia del 1986, l'originale fu distrutto nel 1942)
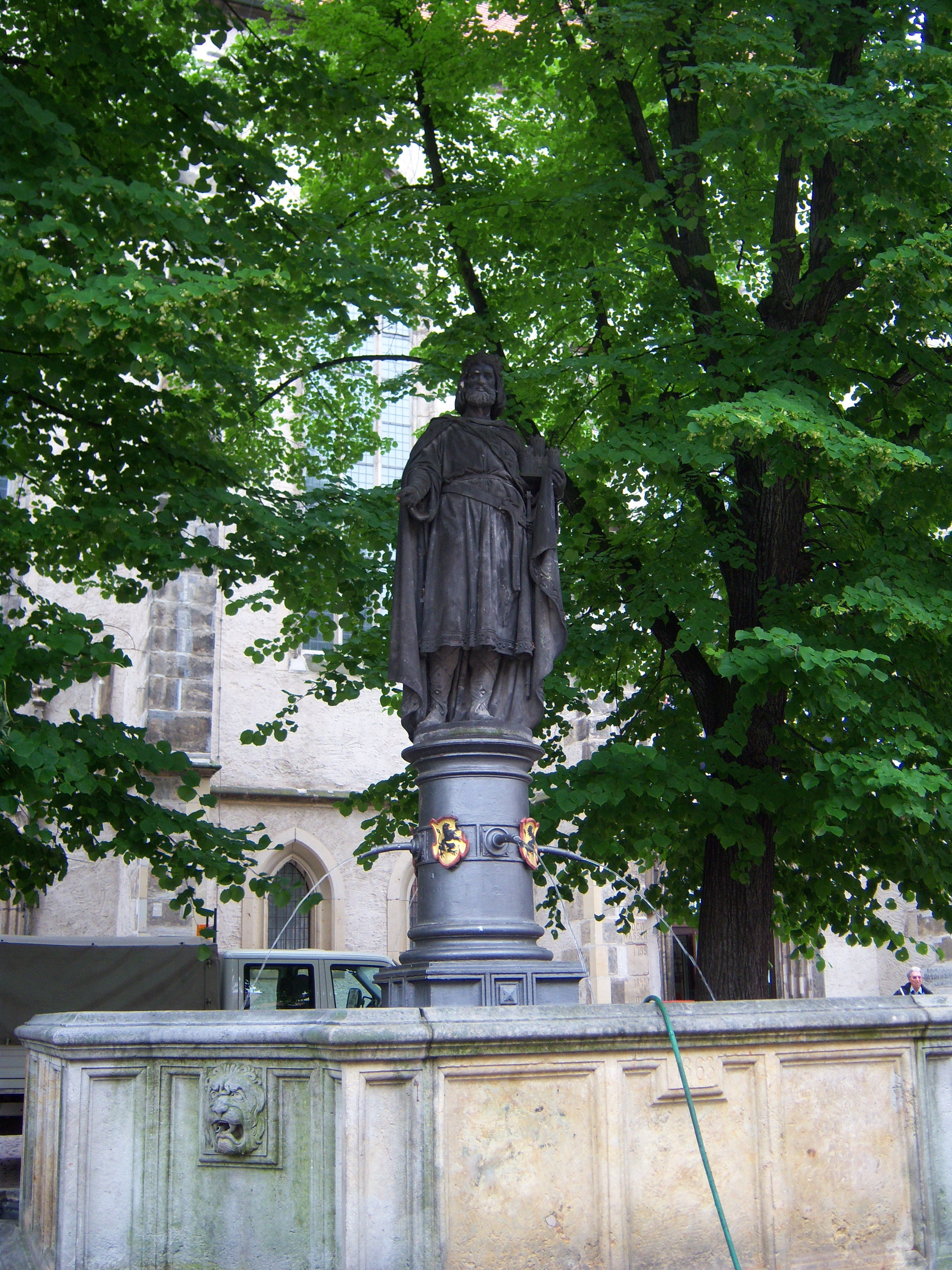
Heinrichsbrunnen a Meissen
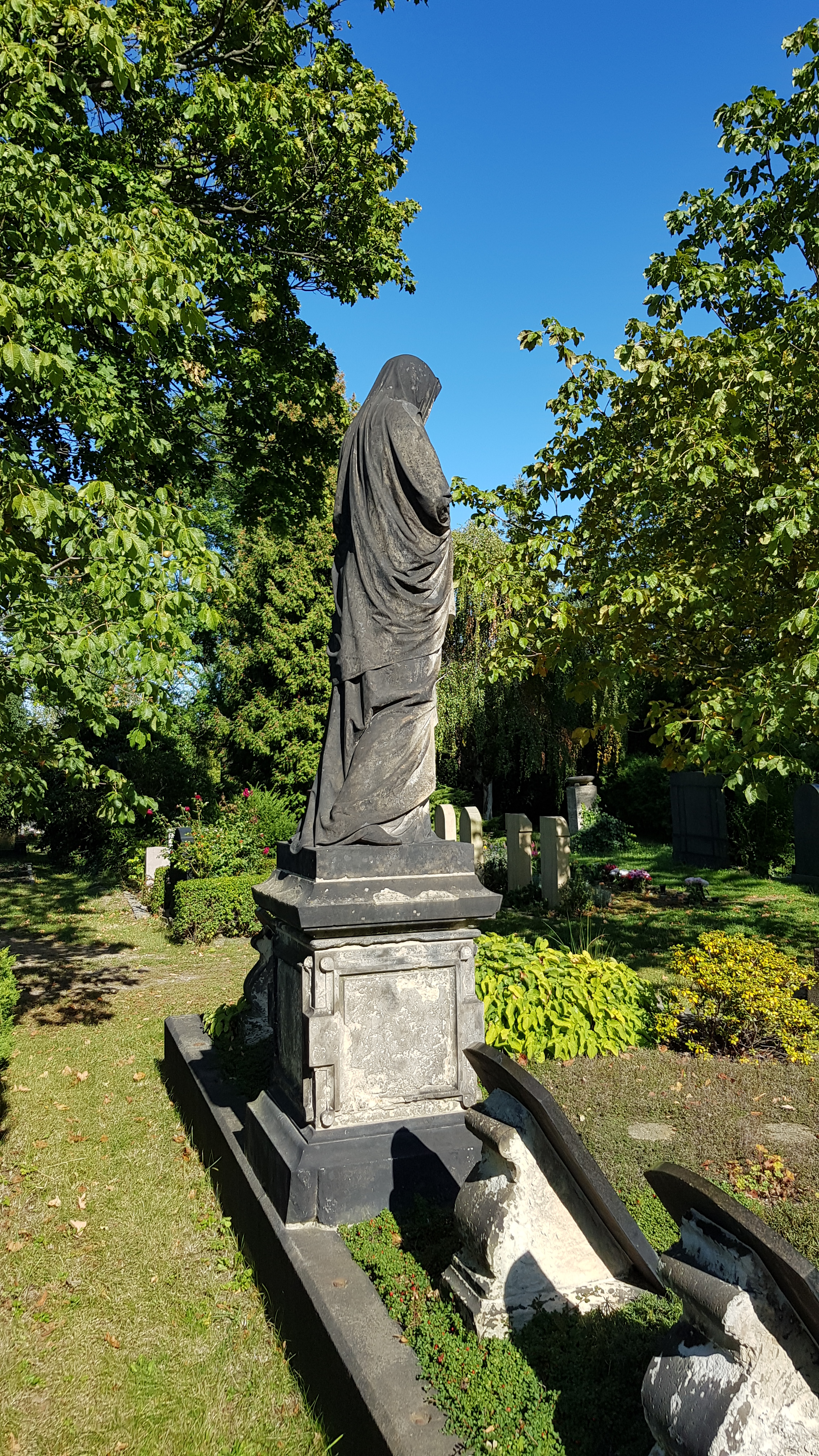
Tomba della famiglia Bernhardt nell'Annenfriedhof a Dresda